# Firgas
Firgas ist eine Gemeinde mit 7.688 Einwohnern (Stand: 2024) auf der Kanarischen Insel Gran Canaria. Sie liegt westlich von Las Palmas de Gran Canaria. Die Nachbargemeinden sind Moya im Westen und Norden, Arucas im Norden und Osten und Valleseco im Süden. Mit einer Ausdehnung von 15,33 km² ist Firgas die kleinste Gemeinde der Insel.

## Einwohner
| Jahr | Einwohner | Bevölkerungsdichte |
| ---- | --------- | ------------------ |
| 1991 | 5.735     | -                  |
| 1996 | 6.526     | -                  |
| 2001 | 6.865     | 447,8 Ew./km²      |
| 2002 | 6.927     | -                  |
| 2003 | 7.023     | 458,1 Ew./km²      |
| 2004 | 7.060     | 460,5 Ew./km²      |
| 2005 | 7.179     | 468,3 Ew./km²      |
| 2008 | 7.424     | 484,3 Ew./km²      |
| 2019 | 7.455     | 486,3 Ew./km²      |

## Wirtschaft
Firgas war bereits in früheren Zeiten auf der gesamten Insel für die im nahe gelegenen Barranco de La Montaña entspringenden Wasserquellen bekannt. Selbst heute wird das Mineralwasser der Abfüllanlage Agua Minerales de Firgas auf den gesamten kanarischen Inseln vertrieben.

## Sehenswürdigkeiten
1995 entwarfen mehrere spanische Künstler im Stadtkern den Paseo de Gran Canaria – eine Promenade, die sich zu einem beliebten Ausflugsziel entwickelte. Mit aufwändiger Kachelkunst werden im unteren Teil die 21 Gemeinden Gran Canarias mit jeweils einer eigenen Keramikbank dargestellt. Im oberen Teil befinden sich die sieben kanarischen Inseln, ebenfalls mit Kacheln dargestellt.

## Galerie

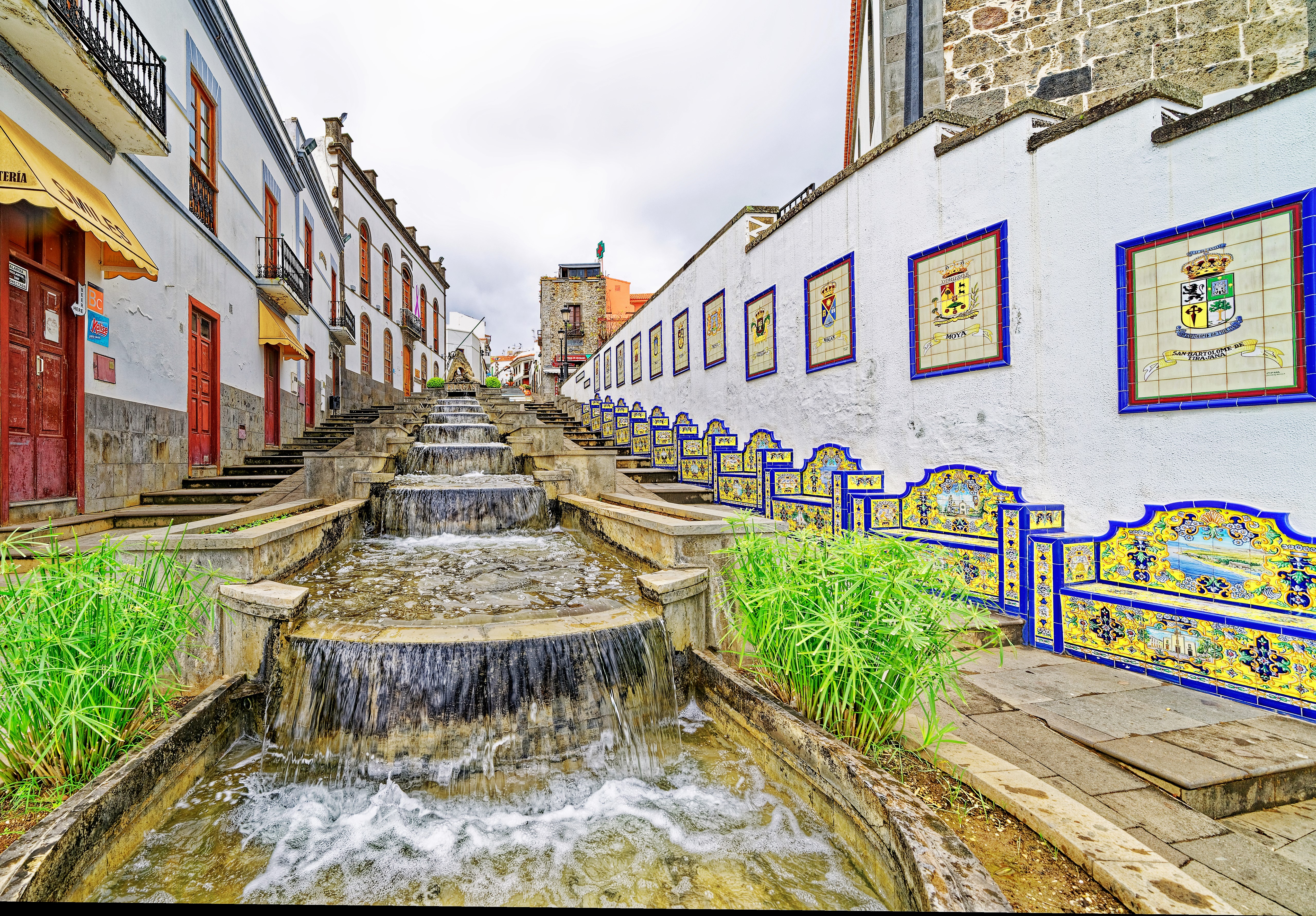
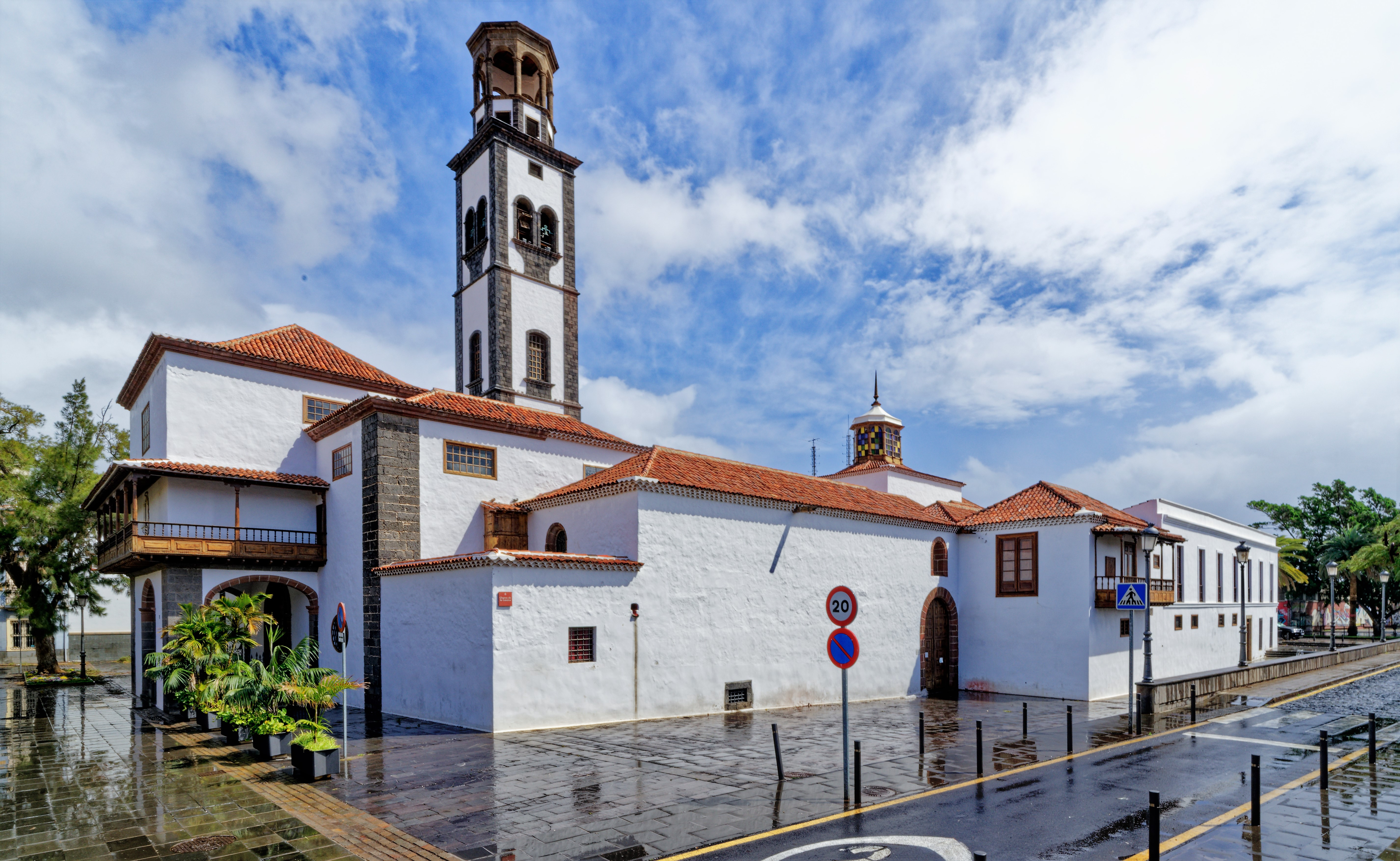
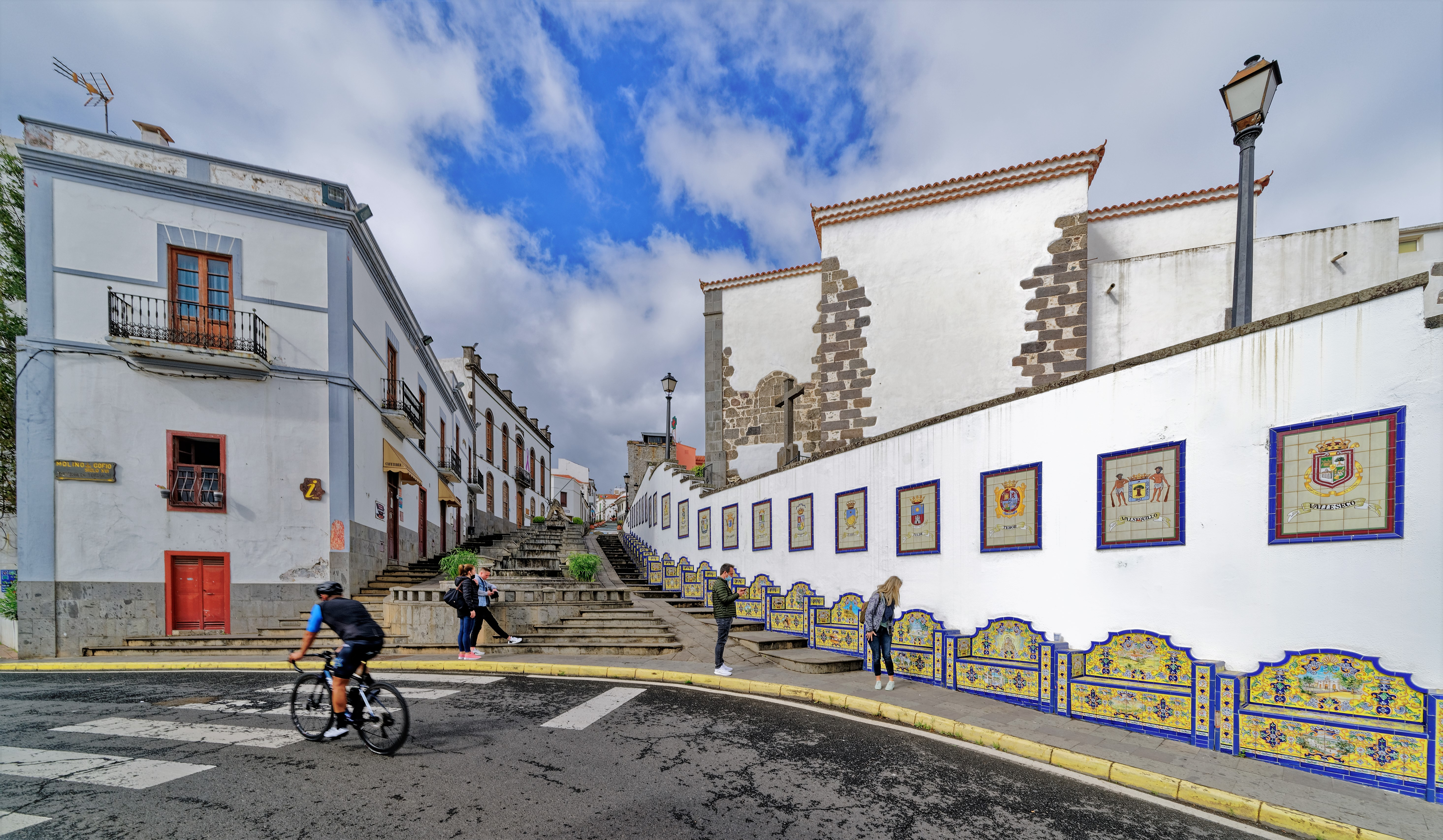
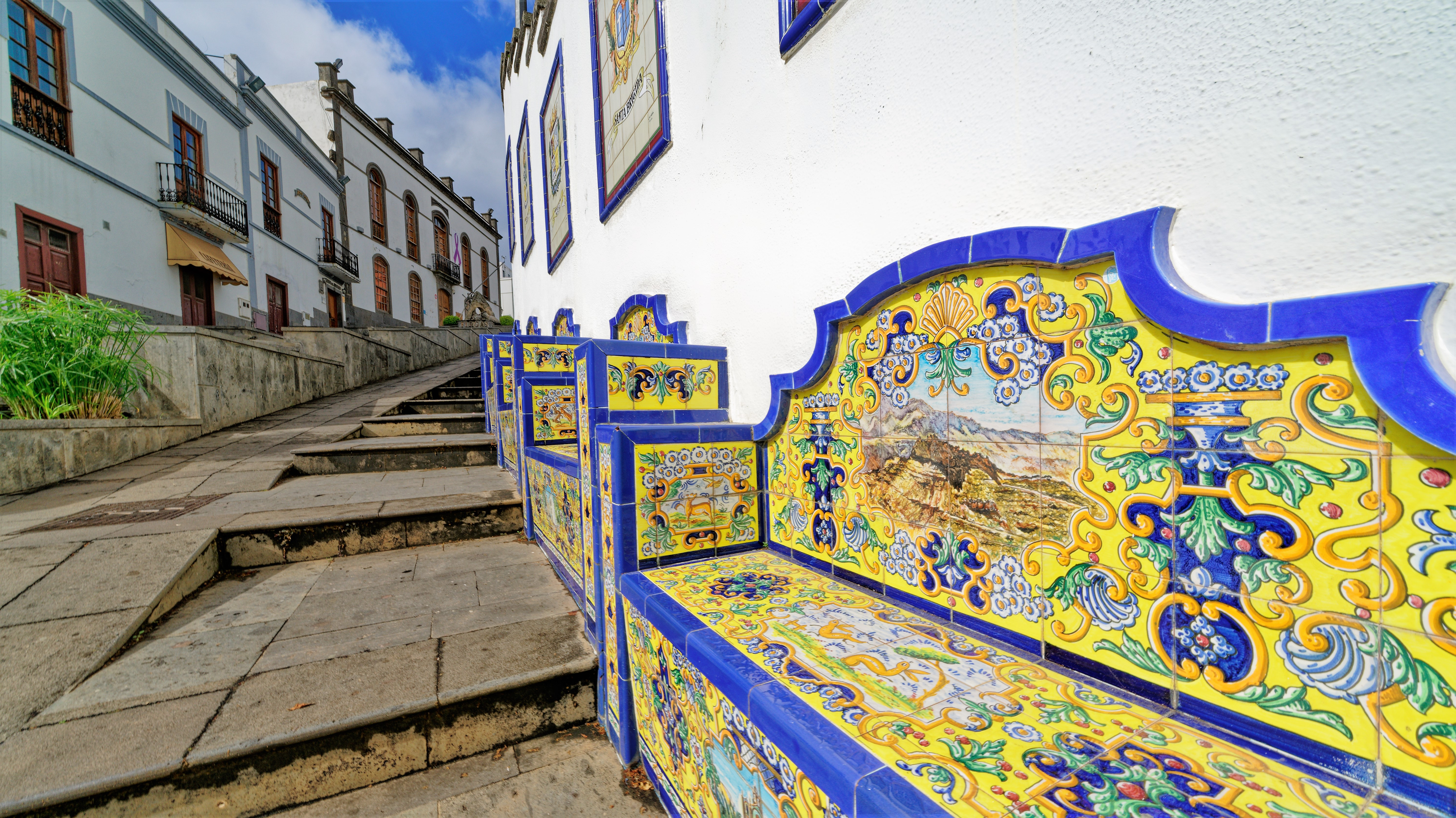
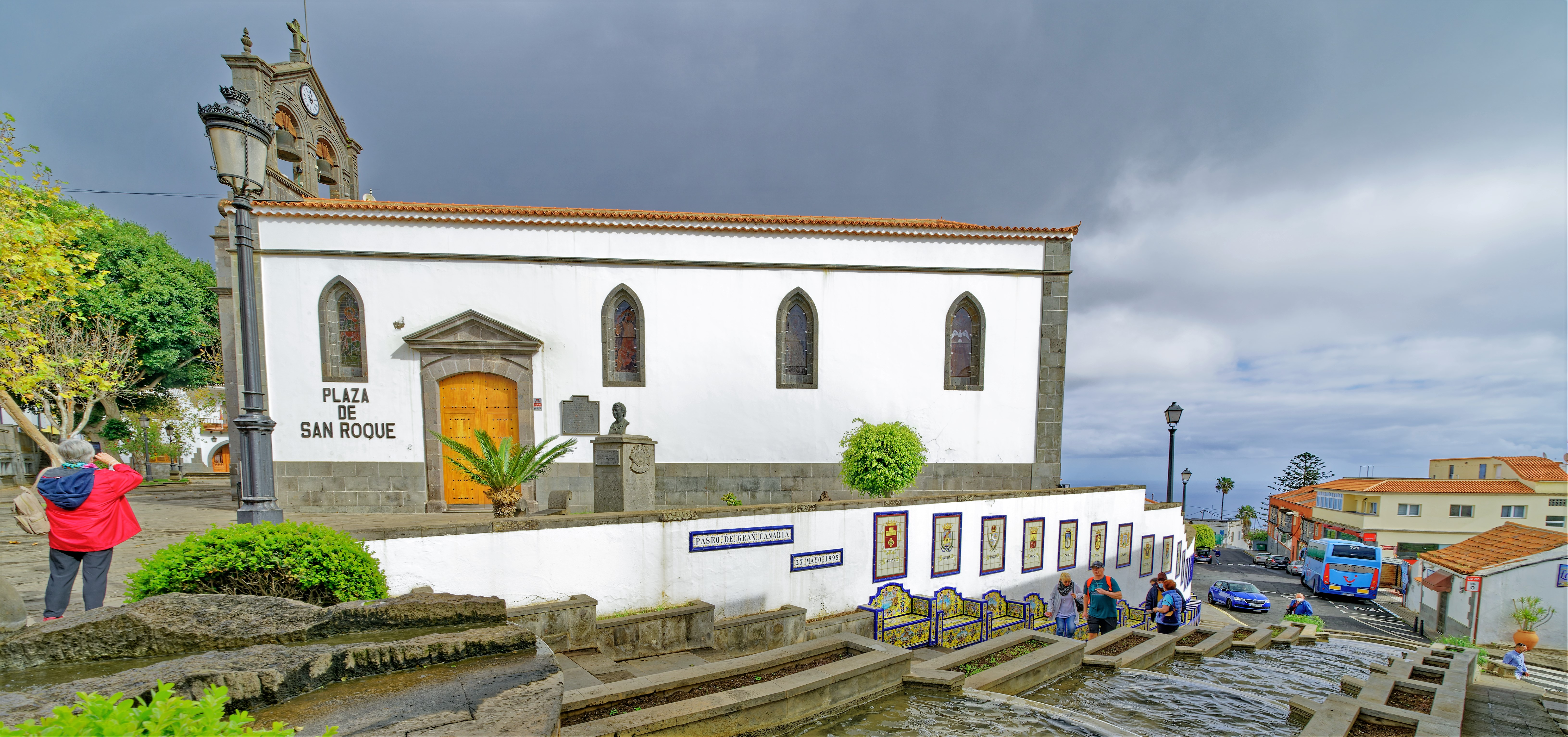
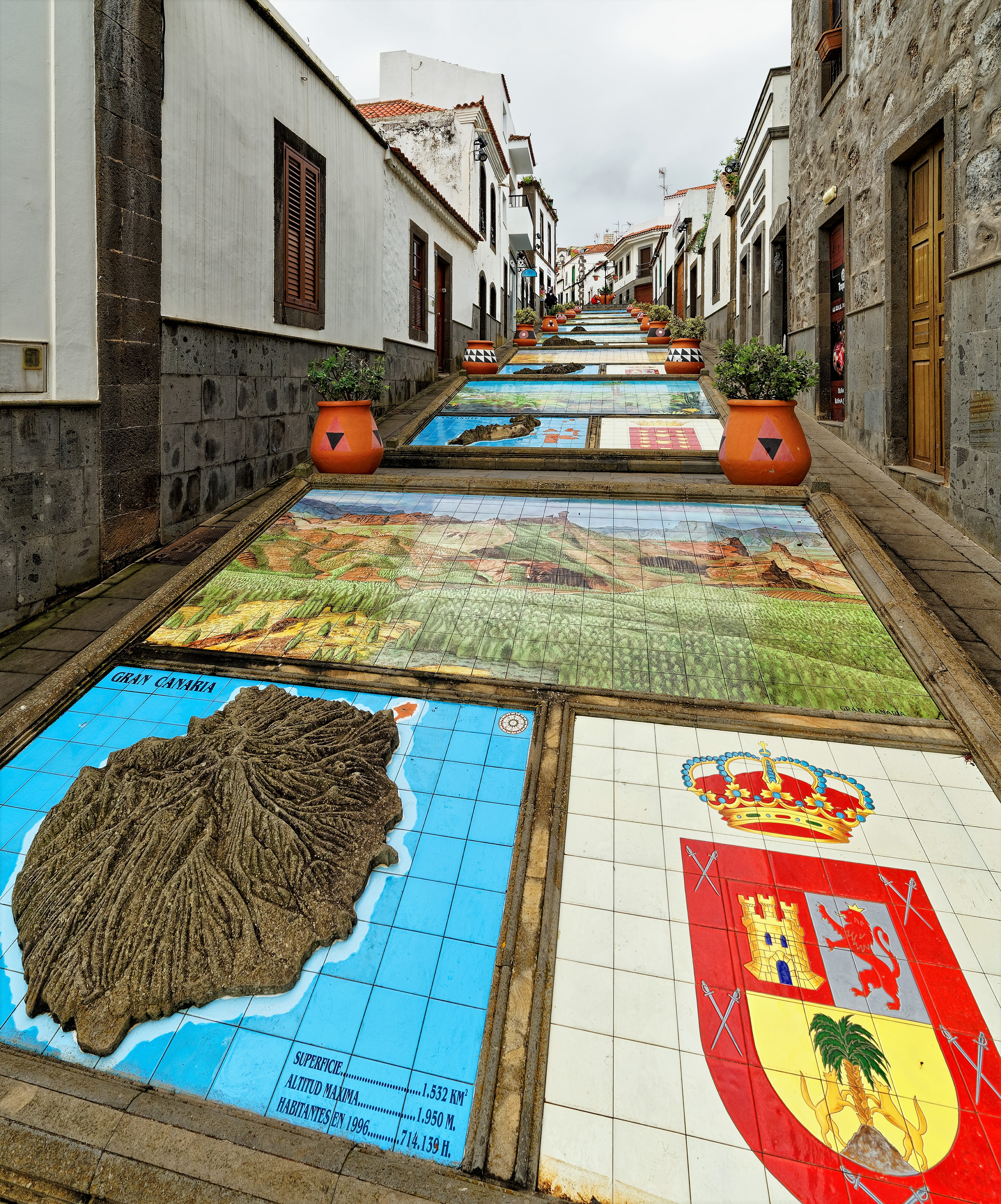
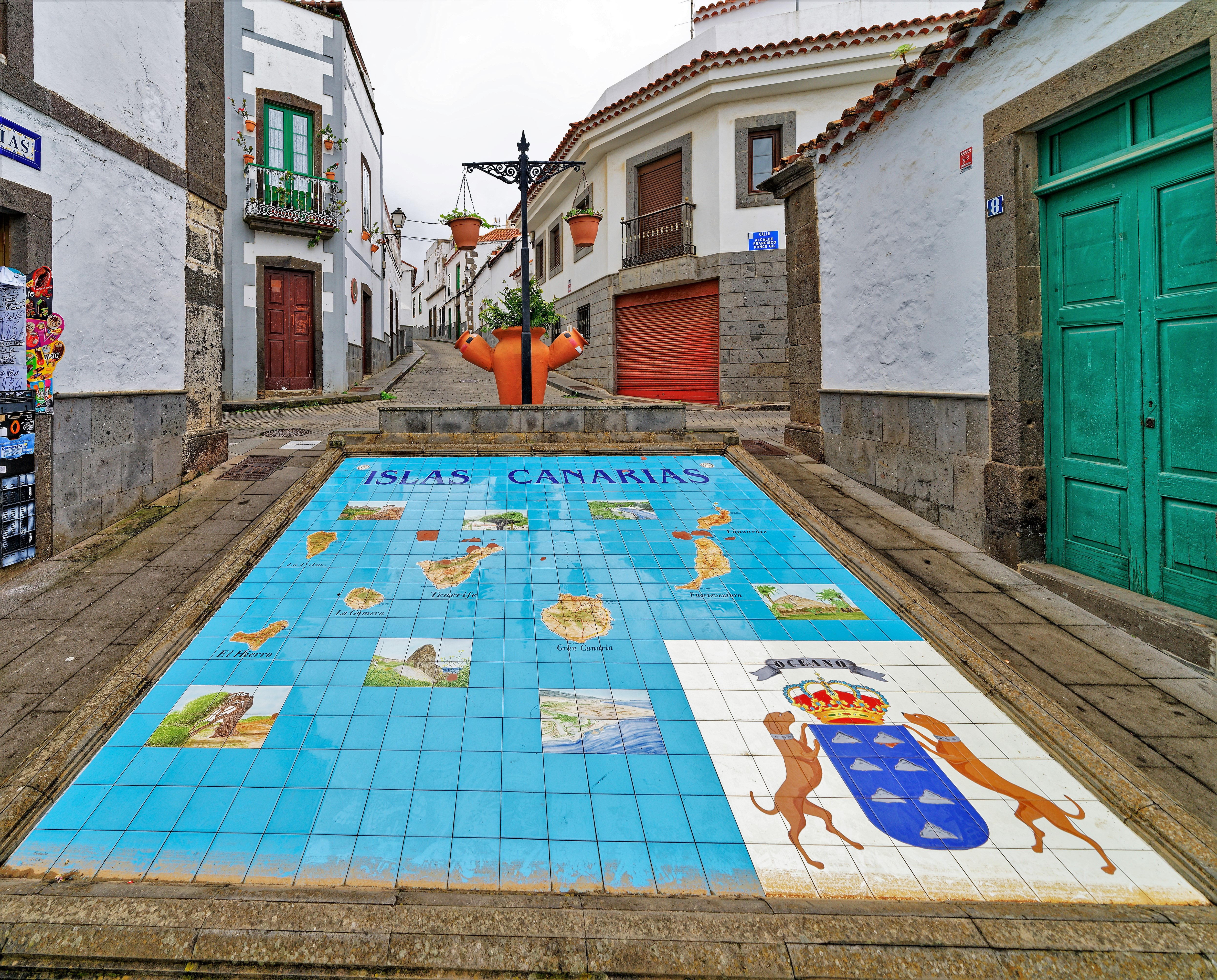
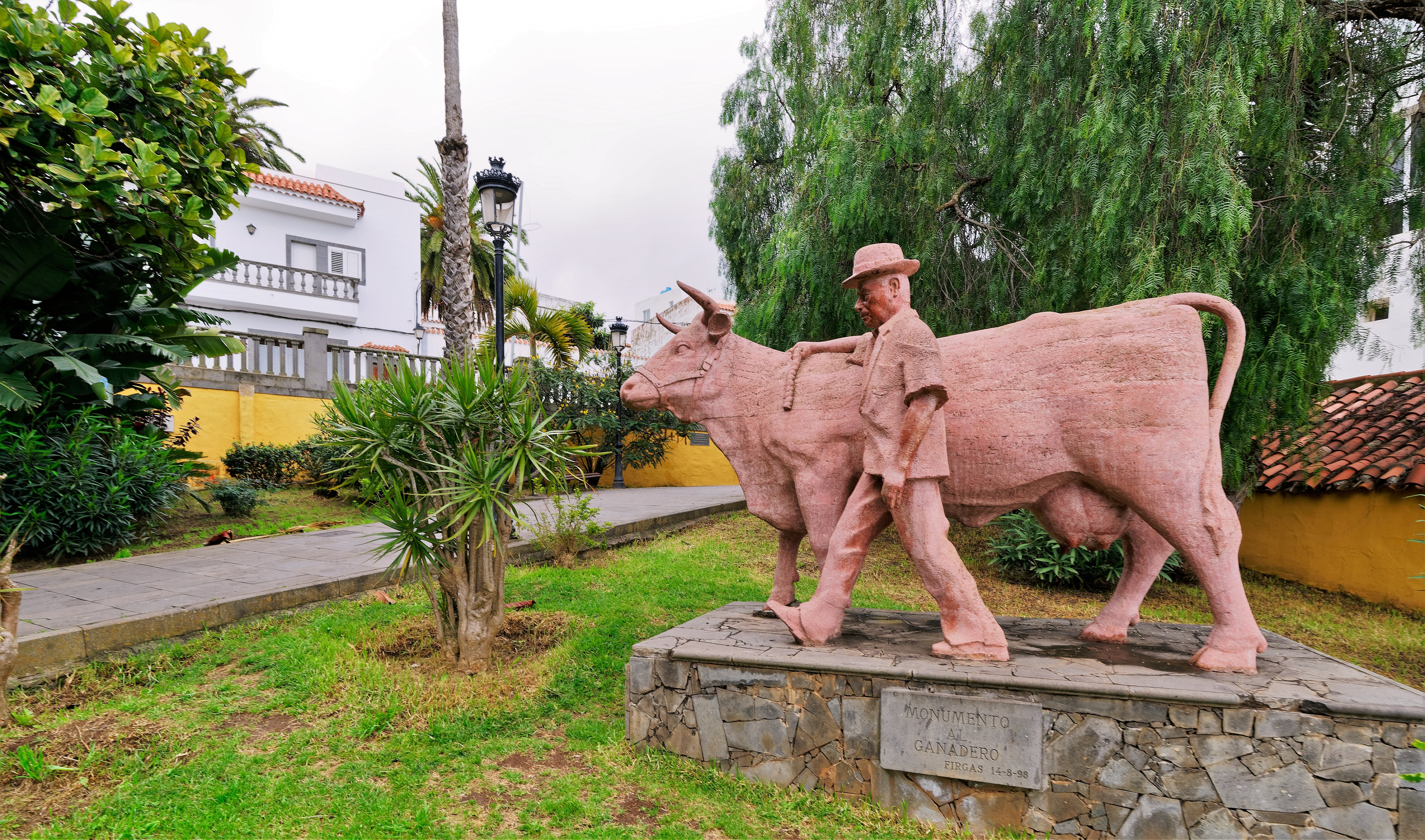